# Eryk I (Saksonia-Lauenburg)

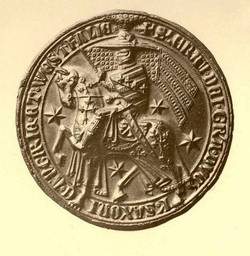
Pieczęć Eryka I

Eryk I (ur. ok. 1280, zm. 1361) – książę Saksonii-Lauenburg wraz z braćmi w latach 1285–1305, książę Saksonii-Lauenburg-Ratzeburg od 1305, z dynastii askańskiej.
Był najmłodszym synem księcia Saksonii-Lauenburg Jana I. Być może pierwotnie był przeznaczony do stanu duchownego. Jednak po śmierci ojca, wraz ze starszymi braćmi Janem II i Albrechtem III odziedziczył księstwo, wobec jednak młodego wieku bracia pozostawali początkowo pod kuratelą stryja, księcia Saksonii-Wittenbergi Albrechta II. W 1302 Albrecht i Jan zostali uznani za pełnoletnich, wkrótce potem także Eryk. Między braćmi toczyły się liczne spory, m.in. o podział księstwa (dokonany w 1305 – Erykowi przypadła część z Lauenburgiem i Ratzeburgiem we współrządach z Albrechtem), o kontrolę nad Lubeką i Hamburgiem (w sporze tym uczestniczyli też hrabiowie Holsztynu), a od 1308 między Erykiem i Janem o dziedzictwo po bezpotomnie zmarłym średnim bracie Albrechcie. Jego uczestnictwo w elekcji króla niemieckiego w 1314 wywołało spór z kuzynami, książętami Saksonii-Wittenbergi o godność elektora Rzeszy, należną książętom saskim (po śmierci ojca Eryka, Jana I, piastował ją Albrecht II i potem kolejni władcy z linii wittenberskiej, podczas gdy Eryk uważał, że przynależy się ona linii lauenburskiej, jako starszej). Prowadził aktywną, choć chaotyczną politykę nad Bałtykiem, wdając się w liczne spory z władcami brandenburskimi, meklemburskimi, pomorskimi, holsztyńskimi oraz miastami hanzeatyckimi. W czasie ich trwania utracił ostatnie, już tylko formalne, prawa zwierzchnie w Meklemburgii i Pomorzu. W 1356 na mocy Złotej Bulli ostatecznie został pokonany w sporze o godność elektorską. Zmarł wskutek upadku z konia.
Był żonaty z Elżbietą z rodu Gryfitów, z tego związku pochodzili m.in. syn i następca Eryka, Eryk II, oraz biskup kamieński Jan I.